# Лео Кинунен
Лео Кинунен (на фински: Leo Kinnunen) е бивш финландски пилот от Формула 1. Роден на 5 август 1943 година в Тампере, Финландия.

## Формула 1
Прави своя дебют във Формула 1 в Голямата награда на Белгия през 1974 година. В световния шампионат записва 6 участия (не успява да спечели точки), състезава се за AAW Рейсинг Тим, който използва кола на Съртис.